# ليونور أميرة إسبانيا
ليونور دي تودوس لوس سانتوس دي بوربون أورتيز (بالعربية: ليونور من جميع القديسين) هي من مواليد 31 أكتوبر لعام 2005، وهي الابنة البكر لملك إسبانيا فيليبي السادس وهي الأخت الكبرى لشقيقة واحدة وهي الأميرة صوفيا.
تعرف عادةً بانفانتا ليونور وهو المسمى الأسباني للأميرة ليونور،

## الولادة
بعد 17 شهر من زواج الملك فيليبي وليتيثيا ولدت ليونور في 31 أكتوبر 2005 بتوقيت 1:46 صباحاً في مشفى روبر الدولي في مدريد بولادة قيصرية، كان وزنها 3٫5 كجم وطولها 47 سم، غادرت المشفى مع والدتها بعد 8 أيام وبتاريخ 7 نوفمبر 2005.

## التعليم
انفانتا ليونور بدأت تعليمها بالاتحاق للحضانة الملكية الأسبانية، الا انها لم تبدأ التعليم الفعلي الا في 15 سبتمبر 2008 عندما التحقت بمدرسة سانتا ماريا دي لوس روزاليس، وهي نفس المدرسة التي تعلم والدها فيها.تتقن ليونور اللغتين الإسبانية والإنجليزية (تعلمت الأخيرة من مربيتها البريطانية وكذلك من جدتها الملكة صوفيا) و تجيد اللغة العربية أيضا وايضا درست لغة الماندرين، في مايو 2014 ، قامت ليونور بأول زيارة رسمية لها إلى قاعدة سان خافيير الجوية في مورسيا.

## علاقتها مع الأسبان
استحوذت انفانتا ليونور على قلوب الأسبان منذ لحظة ولادتها حيث أنها لطالما كانت فتاة أغلفة المجلات الأسبانية بل وحتى أن الأسبان بدأوا يلقبونها بلقب أميرة القلوب الجديدة وهو اللقب الذي اشتهرت به الأميرة ديانا أميرة ويلز

## الأميرة ليونور قد تكون الملكة المستقبلية لاسبانيا
الكثير يرشح الأميرة الصغيرة ليونور أميرة إسبانيا ان تكون الملكة المستقبلية لإسبانيا وخليفة أبيها في وراثة عرش البلاد الإسبانية باعتبارها الابنة الكبرى للأمير فيليبي أمير أستورياس ملك إسبانيا، وبهذا طالبت الكثير من الحركات الحقوقية وخصوصاً منها النسائية في إسبانيا بضرورة تعديل قانون اعتلاء العرش، ومنح هذه الصبية كافة حقوقها لتعتلي العرش في إسبانيا وتكون ملكة يوماً ماَ في إطار المساواة بين الذكرو الأنثى، يذكر أن هذا الاقتراح محل دراسة كبيرة وقد يتم تعديل الدستور في أي لحظة خصوصاَ أن الضغط التي تواجهه الحكومة الأسبانية من الشعب أولاً ومن الحركات التي تطالب بالتساوي بين الرجل والمرأة ثانياً سيجعل من هذه الأخيرة ترضح للأمر الواقع وتعدل الدستور الذي يمنح الأفضلية للذكر والذي لا يتناسب مع القرن الذي نعيشه، لكن هذا التعديل يصاحبه مشكل عويص على حسب المسؤولين الإسبان حيث أن التعديل بالتساوي سيجر الأخت الكبرى لولي العهد فيليبي أمير أستورياس إلى المطالبة بحقها بالعرش، لذا يفكر المسؤولون بطريقة تبقي فيليبي أمير أستورياس في منصبه كولي عهد وتعطي الصبية حقها بأن تنصَّب خليفة لأبيها وولية لعهده حتى بوجود أخ.يذكر أن ليونور أميرة إسبانيا لا تواجه أي مشكلة في الوقت الحالي بما أنها الوريثة الشرعية بعد الأب فيليبي أمير أستورياس حيث اأنها تملك أختًا واحدة تدعى صوفيا وتصغرها سناً لكن المشكلة ستبدأ إذا ما أنجب الأمير فيليبي أمير أستورياس ابناً ذكر (جنس) حينها ستكون أسبانيا أمام ضرورة تعديل القانون وإلا كانت فضيحة بالنسبة للبلد على حسب آراء الأغلبية ، خاصة أن كل الدول الأوروبية الكبيرة منها والصغيرة قامت بتعديل قوانين اعتلاء العرش وأقرت أن الابن الأكبر للملك سواء كان ذكر (جنس) أم أنثى سيكون من حقه اعتلاء العرش تلقائيا دون النظر إلى جنسه.